# Bodil Jørgensen
Bodil Jørgensen (Vejle, 3 maart 1961) is een Deens actrice in films, theater en televisieseries.

## Biografie
Bodil Jørgensen werd in 1961 geboren in Vejle als dochter van Frede Jørgensen en Rigmor Cecilie Eskesen, beiden werkzaam in het onderwijs. Jørgensen groeide op in Vejen en studeerde Engels aan de Universiteit van Aarhus en volgde een acteursopleiding van 1986 tot 1990 aan de Statens Teaterskole. Van 1990 tot 1992 was Jørgensen actief in het Jomfru Ane Teatret. In 1992 brak ze door in Den menneskelige stemme van het Betty Nansen Teatret. In 1997 begon Jørgensen bij Det Kongelige Theater (Het Koninklijk Deens theater) waar ze meespeelde in Skybrud, Menneskereden en Kaj mod vest en de hoofdrol vertolkte van de humeurige Lucretia in Den Vægelsindede in 2000. Ze had al een lange theatercarrière achter de rug en enkele kleine filmrollen toen ze een succesvolle hoofdrol kreeg in Lars von Trier’s Dogma-film Idioterne uit 1998. Voor haar rol van Karen ontving ze in 1999 zowel de Bodlil als de Robert voor beste actrice. Jørgensen werd zowel in 2000 als in 2001 genomineerd voor de Robert voor beste vrouwelijke bijrol voor haar rollen in Klinkevals en Fruen på Hamre en won de prijs in 2011 voor haar rol van Ingeborg in Smukke mennesker. In 2013 won ze de Robert voor beste actrice voor de rol van Gudrun Fiil in Hvidsten Gruppen en nogmaals in 2015 voor haar rol in All Inclusive.
Op 18 juni 2014 werd Jørgensen ernstig gewond bij de opnamen voor de film Far til fires vilde ferie op Mandø, een van de Deense Waddeneilanden. Tijdens het draaien van een scène viel ze van een tractor en kwam eronder terecht. De producent werd wegens nalatigheid veroordeeld tot een schadevergoeding van 70.000 kronen; in de uiteindelijke film komt Jørgensen niet meer voor. Aan dit ongeval hield ze blijvend letsel over.

## Privéleven
Jørgensen huwde op 16 juli 1995 met theaterregisseur Henrik Sartou met wie ze een zoon heeft. Na haar scheiding van Sartou hertrouwde ze op 18 november 2005 met de cameraman Morten Søborg. Met hem heeft ze een zoon en een dochter.

## Prijzen en nominaties
De belangrijkste:
| Jaar | Prijs  | Categorie                | Film             | Uitslag     |
| ---- | ------ | ------------------------ | ---------------- | ----------- |
| 2015 | Robert | Beste actrice            | All Inclusive    | Gewonnen    |
| 2013 | Robert | Beste actrice            | Hvidsten Gruppen | Gewonnen    |
| 2011 | Robert | Beste vrouwelijke bijrol | Smukke mennesker | Gewonnen    |
| 2001 | Robert | Beste vrouwelijke bijrol | Fruen på Hamre   | Genomineerd |
| 2000 | Robert | Beste vrouwelijke bijrol | Klinkevals       | Genomineerd |
| 1999 | Bodil  | Beste actrice            | Idioterne        | Gewonnen    |
| 1999 | Robert | Beste actrice            | Idioterne        | Gewonnen    |